# كاي كوباياشي
كاي كوباياشي (باليابانية: 小林快) هو منافس ألعاب قوى ياباني، ولد في 28 فبراير 1993 في طوكيو في اليابان.

## وصلات خارجية
- كاي كوباياشي على موقع الاتحاد الدولي لألعاب القوى (الإنجليزية)
- كاي كوباياشي على موقع أوليمبيديا (الإنجليزية)